# Zack Kopplin
Zachary "Zack" Sawyer Kopplin (20 de julio de 1993) es un activista político estadounidense, escritor, organizador, académico, e investigador que ha salido en varios programas de televisión. Kopplin ha hecho campaña para mantener los dogmas creacionistas fuera de los colegios públicos y ha estado involucrado en otras causas relacionadas con la separación de iglesia y gobierno. Ha expresado públicamente y defendido su oposición al programa educativo por cupones, porque inadvertidamente permite al estado dar dinero público a colegios que enseñan creacionismo en violación de la Primera Enmienda a la Constitución, varias decisiones de la Corte Suprema (1968 Epperson contra Arkansas, 1987 Edwards contra Aguillard, 1997 Freiler contra Tangipahoa Parish Board of Education), y el famoso caso de 2005 de Kitzmiller contra el Distrito Escolar de Dover. Siendo estudiante de secundaria, organizó una campaña en la que reunió las firmas de setenta y ocho premios Nobel de ciencias contra la Ley de Educiación Científica de Luisiana, una ley escrita para defender a los profesores de colegio que quieran enseñar creacionismo. Su nueva campaña promueve el lanzamiento de un nuevo "Gran Salto Adelante para la Humanidad" mediante nuevas inversiones en ciencia y haciendo hincapié en la enseñanza de ciencias a los estudiantes.
Kopplin ha sido entrevistado en el programa de Bill Maher Real Time, siendo el participante más joven en la historia del programa. MSN.com llamó a Kopplin "el Doogie Howser" del activismo político. Kopplin ha aparecido en numerosos medios internacionales como Vogue, Mashable, The New York Times, The Washington Post, io9, Slate, The Huffington Post, Moyers and Company, MSNBC, NPR, TEDx, y Public Radio International. Actualmente, Kopplin es también un columnista para el periódico británico The Guardian.

## Vida personal
Kopplin nació en Baton Rouge, Luisiana. Sus padres son Andrea D. (Neighbours) y Andy Kopplin, que fue el primer teniente y oficial administrador en jefe de la ciudad de Nueva Orleans además de jefe de personal del Governador Murphy J. Foster, Jr. y Kathleen Blanco. Trabajando bajo Blanco fundó la Luisiana Recovery Authority.
Zack Kopplin se graduó del Colegio Baton Rouge Magnet, en Baton Rouge, en 2011 y es un estudiante de historia en la Universidad de Rice en Houston, Texas.
En el programa Science Friday de NPR, Kopplin declaró haber nacido con anosmia (no tiene sentido del olfato).

## Activismo educativo

### Louisiana Science Education Act
Siendo estudiante de bachillerato en Baton Rouge Magnet High School, Kopplin lanzó una campaña para revocar la Ley de Educación Científica de Luisiana, que ha sido descrita por la comunidad científica internacional como una ley creacionista. Uno de los principales proponentes de la ley es Ben Wayne Nevers, presidente del Comité Educativo del Senado de Luisiana, diácono de su iglesia baptista, y creacionista. Kopplin utilizó la página web RepealCreationism para promocionar su campaña.
Kopplin unió fuerzas con la senadora Karen Carter Peterson, demócrata de Nueva Orleans y presidente del Partido Demócrata de Luisiana, quien patroció dos intentos para abrogar la Ley de Educación Científica de Luisana. Peterson ha jurado seguir patrocinando leyes prociencia y anticreacionismo.
Con la ayuda del Nobel de química Harry Kroto, Kopplin consiguió reunir el apoyo de 78 laureados en ciencias, que avalaron con sus firmas el intento de revocación. Muchos otros científicos prominentes, incluyendo a Kenneth Miller, defienden la derogación de la ley.
Kopplin consiguió también que grandes organizaciones científicas se pusieran detrás de su campaña, la más importante siendo la Asociación Americana para el Avance de la Ciencia, la mayor organización científica del mundo con más de 10 millones de miembros. También se hizo con la ratificación del Clergy Letter Project (miembros de la clerecía católica en favor de la teoría de la evolución) y del Consejo de la Ciudad de Nueva Orleans. Más de 70.000 personas firmaron su petición en Change.org

### Libros de texto científicos
Kopplin jugó papel fundamental en convencer a la Junta de Luisina de Educación Elemental y Secundaria de adoptar nuevos libros de texto sobre las ciencias de la vida. Desde entonces ha liderado las campañas para prevenir los intentos de los legisladores de Luisiana de revertir la decisión de la Junta.